# Arcugnano
Arcugnano est une commune de la province de Vicence dans la région Vénétie en Italie.

## Administration
| Période                                  | Période | Identité | Étiquette | Qualité |
| ---------------------------------------- | ------- | -------- | --------- | ------- |
|                                          |         |          |           |         |
| Les données manquantes sont à compléter. |         |          |           |         |

### Hameaux
Fimon, Lago di Fimon, Lapio, Perarolo dei Berici, Pianezze del Lago, Sant'Agostino-Nogarazza, Torri di Arcugnano (sede comunale), Villabalzana

### Communes limitrophes
Altavilla Vicentina, Barbarano Vicentino, Brendola, Castegnero, Longare, Mossano, Nanto, Vicence, Zovencedo

## Économie
- Fulcrum Wheels

## Personnages liés à la ville
- Renato Casarotto
- Tullio Maruzzo
- Romano Tumellero